# Nicolò Gabrielli
Le comte Nicolò Gabrielli di Gubbio, baron de Quércita (né le 21 février 1814 à Naples et mort le 12 juin 1891 à Paris 1er), est un compositeur italien, qui vécut longtemps en France.

« ...cette colonie d'épicuriens qui abandonnent volontiers Rome, Naples, Florence et Parme pour le boulevard des Italiens, et parmi lesquels on compte aujourd'hui quelques illustrations : Palizzi, Fiorentino, Pasini, le comte Gabrielli, le marquis Raymondi, le capitaine Bonfanti, le prince Poniatowski, M. de San Severo, les Tamburini, etc., etc. ; beaucoup d'autres désœuvrés, riches, aimables, amis du plaisir, dont le quartier général se tient au Café Napolitain. »

— Anonyme, Les célébrités de la rue, Paris, 1868

## Biographie

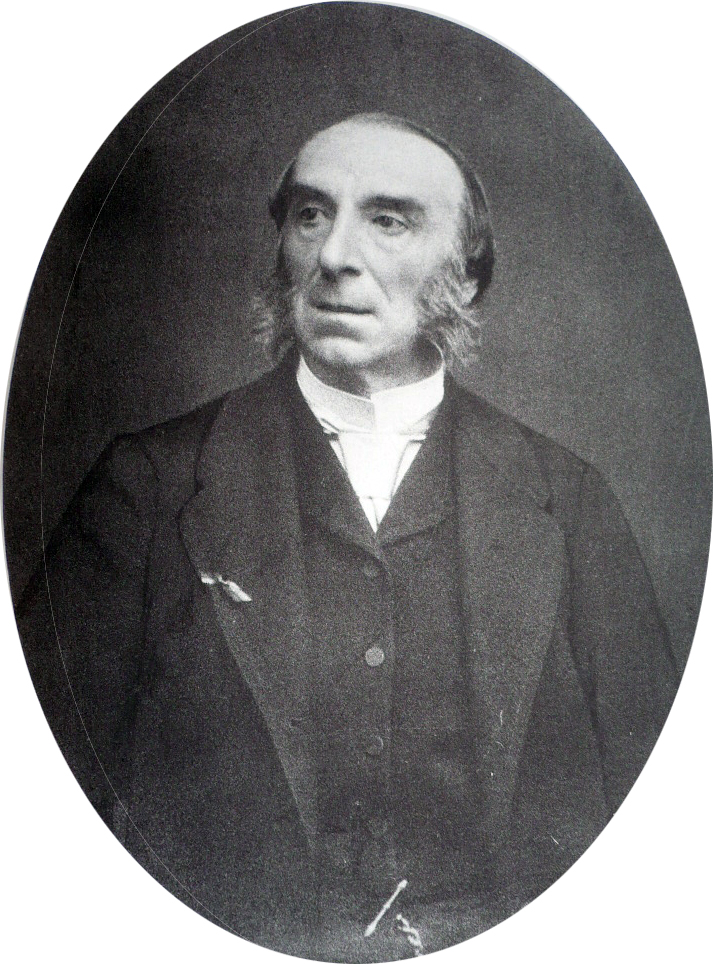
Nicolò Gabrielli di Quercita en 1869 (Bibliothèque nationale de France)

Né à Naples à l'époque où celle-ci était la capitale de l'éphémère Royaume des Deux-Siciles de Joachim Murat, Nicolò Gabrielli étudie la musique et la composition au Conservatoire de sa ville natale où il est notamment l'élève de Gaetano Donizetti, et devient par la suite directeur du Teatro San Carlo.
En 1854 il est invité par Napoléon III à s'établir à Paris, où il débute à l'Opéra (31 mai 1854), avec le ballet Gemma, sur un livret de Théophile Gautier et chorégraphie de Fanny Cerrito.
Il est l'auteur de nombreux comédies, opéra-bouffes et barcarolles, en napolitain, en italien et en français, ainsi que de compositions instrumentales telles que ballets, valses, polkas, mazurkas et marches. Cinquante-trois ans séparent sa première pièce, I dotti per fanatismo (1835), un mélodrame en napolitain, de sa dernière, une Ave Maria imprimée à Paris par Raimon-Parent en 1888. Sa fortune au delà de l'Atlantique est témoignée par la marche militaire Simón Bolívar, publiée en 1883 et dédiée au président du Venezuela, Antonio Guzmán Blanco.
Le comte Gabrielli jouit d'une grande popularité pendant le Second Empire, en dépit des critiques suscitées par sa musique, jugée trop facile. On lui reproche également d'être bien en cour, ainsi que sa condition d'allié de la famille impériale, son cousin le prince Gabrielli, petit-fils de Lucien Bonaparte, ayant épousé en 1856, au Palais des Tuileries, Augusta Bonaparte, petite-fille de Joseph Bonaparte, jadis Roi d'Espagne. Étroitement lié à l'entourage bonapartiste, Gabrielli abandonne graduellement la scène artistique après Sedan, mais décide de rester dans la ville où il a connu gloire et fortune. 
Il meurt dans son appartement parisien, sis Rue Saint-Roch 10, en 1891. Il est d'abord enterré au Cimetière du Père-Lachaise, puis à Montparnasse. Dans ce dernier, il répose dans la crypte de la famille Le Hon, avec ses neveux Edoardo de' Sangro, prince de Striano et marquis de Genzano (1836-1896) et Amalia de' Sangro (1837-1891, épouse du comte Léopold Le Hon), dont le père Francesco de' Sangro (1811-1851) avait épousé en 1835 Luisa Gabrielli (1812-1876), soeur ainée de Nicolò.
Sur proposition des ministres de la Maison de l'Empereur et des Beaux-Arts, par décret impérial du 12 août 1864, il est nommé Chevalier de la Légion d'honneur, dans la même promotion que Gioachino Rossini et Hector Berlioz; la même année la reine Isabelle II d'Espagne lui octroie la Cruz de Caballero de l'Ordre de Charles III. D'autres décorations incluent l'Ordre des Saints-Maurice-et-Lazare, par le roi Victor-Emmanuel II en 1862, et la croix de commandeur de l'Ordre vénézuélien de Bolivar, en 1877.
Il descendait des Gabrielli, famille originaire de Gubbio, dans les États pontificaux, et alliée avec les Bonaparte.

## Distinctions
- Chevalier de la Légion d'honneur (12 août 1864)

## Œuvre

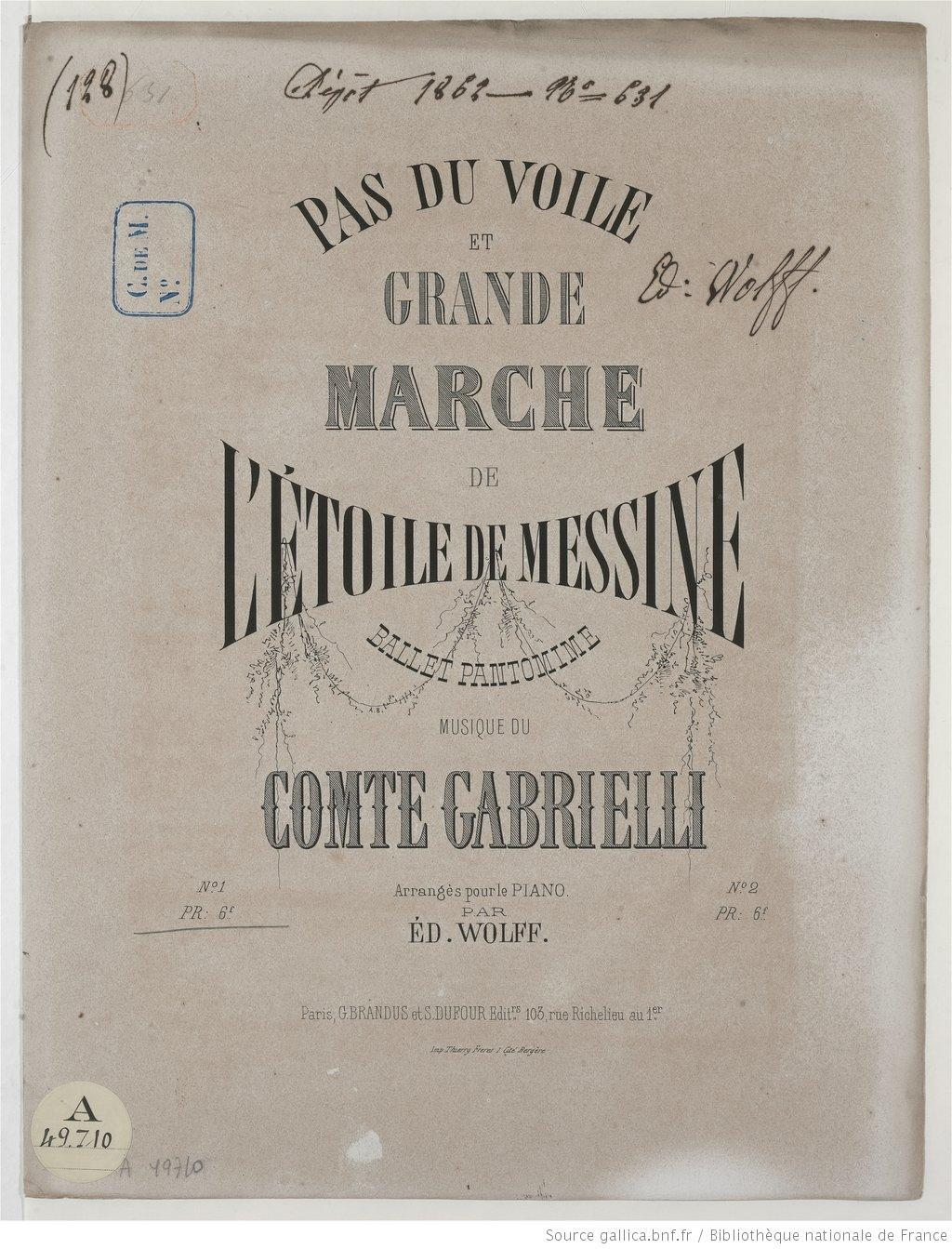
L'étoile de Messine (1861). Frontispice du livret (Bibliothèque nationale de France)

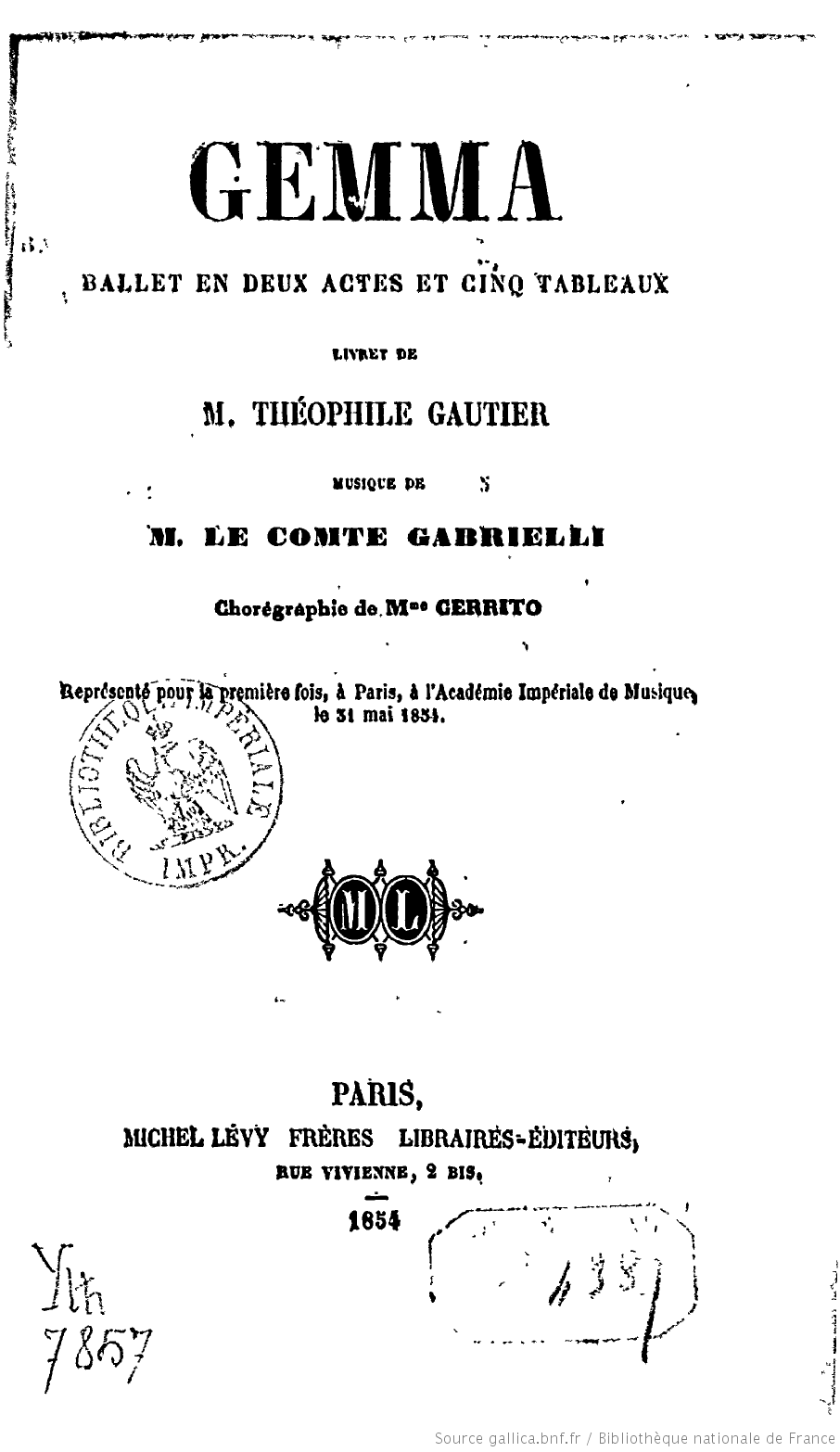
Gemma (1854). Frontispice du livret (Bibliothèque nationale de France)

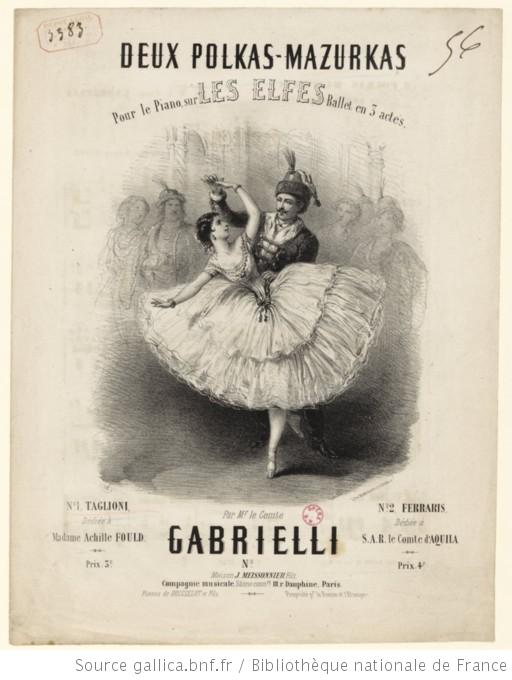
Les Elfes (1856). Frontispice du livret, dédicacé au comte d'Aquila (Bibliothèque nationale de France)

### Comédies et opéra-bouffes
- I dotti per fanatismo (1835)
- La lettera perduta (1836)
- Il Cid (1836)
- La parola di matrimonio (1837)
- L'americano in fiera ossia Farvest Calelas (1837)
- Vinclinda (1837)
- L'affamato senza danaro (1839)
- Edwige o Il sogno (1839)
- Il padre della debuttante (1839)
- La marchesa e il ballerino (1839)
- Nadan o L'orgoglio punito (1839)
- L'assedio di Sciraz ossia L'amor materno (1840)
- Cante dei Gabrielli (1840)
- Basilio III Demetriovitz (1841)
- Il bugiardo veritiero (1841)
- Il condannato di Saragozza (1842)
- La zingara (1842)
- Carlo di Rovenstein (1843)
- L'assedio di Leyda (1843)
- Sara ovvero La pazza di Scozia (1843)
- Una domenica a Torre del Greco (première partie du Trittico napoletano, 1844)
- Il gemello (1845)
- Una passeggiata verso Capri (seconde partie du Trittico napoletano, 1845)
- Giulia di Tolosa (1846)
- L'ascensione al cratere del Vesuvio (troisième partie du Trittico napoletano, 1847)
- Il vampiro (1848)
- Bradamante e Ruggero (1849)
- Fiorina (1849)
- Il sogno di un emiro (1850)
- La regina delle rose (1850)
- Melissa, ossia I viaggiatori all'isola incantata (1859)
- Le petit cousin (1860)
- Les memoirs de Fanchette (1865)

### Ballets
- Il ritorno d'Ulisse (1836)
- Ester d'Engaddi (1837)
- Il rajah di Benares (1839)
- Amore alla prova (1839)
- Le nozze di un mostro (1839)
- Il duca di Ravenna (1841)
- Giaffar (1841)
- Olga di Cracovia (1841)
- L'istituto delle fanciulle (1841)
- Il gobbo del Giappone (1841)
- La conquista del Messico (1842)
- La zingara (1842)
- I viaggi di Gulliver (1843)
- Claudina (1844)
- Le spose veneziane (1844)
- Erissena (1845)
- Gli Abencerraghi ed i Zegrindi ovvero La conquista di Granata (1845)
- L'orfanella africana (1845)
- Merope (1846)
- Tirsi e Fillide (1846)
- Alcidoro (1847)
- Ifigenia in Aulide (1847)
- Matilde e Malek-Adhel (1847)
- Il trionfo d'amore (1848)
- Olema (1848)
- Paquita (1848)
- Gisella (1849)
- I Candiano (1849)
- Schariar ovvero Le mille e una notte (1849)
- La fedeltà premiata (1850)
- Mocanna (1850)
- La stella del marinajo (1851)
- Gemma (1854)
- I paggi del conte di Provenza (1856)
- Les elfes (1856)
- La ninfa Cloe (1857)
- Don Grégoire ou Le précepteur dans l'embarras (1859)
- L'étoile de Messine (1861)
- La fin du monde (1865)
- Stefano re di Napoli (?)
- Les almées (?)
- Yotte (?)

### Marches militaires
- Simon Bolivar, marche triomphale pour piano (1883)

### Œuvres diverses
- L'addio alla speranza, romance pour soprano et piano, dédicacée à la comtesse Ida Cavagna di Gualdana (1844)
- Souvenirs de Naples !, grande valse pour piano (1862)
- La forêt noire, polka-mazurka pour piano (1863)
- Souvenirs de Baden-Baden, polka-mazurka pour piano (1863)
- Marietta, valse (1870)
- In alto mare (Voghiam, la sera è limpida), barcarolle sur un texte de Enrico Golisciani (1873)
- Il Sé, romanza dedicata alla nobile marchesa Silvia de Masi (1874)
- Romanza (Reca soave un zaffiro...), pour une voix et piano (1875)
- L'Américaine, polka-mazurka pour piano (1883)
- Ave Maria, à une voix et piano (1888)